# Kiangan

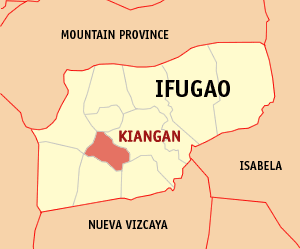
Bản đồ Ifugao với vị trí của Kiangan

Kiangan là một đô thị hạng 4 ở tỉnh Ifugao, Philippines. Theo điều tra dân số năm 2000 của Philipin, đô thị này có dân số 14.099 người trong 2.692 hộ. Các ngôn ngữ sử dụng ở đây gồm Tuwali, Ilocano, Tagalog, tiếng Anh.

## Các đơn vị hành chính
Kiangan được chia ra 15 barangay.
- Ambabag
- Baguinge
- Bolog
- Bokiawan
- Dalligan
- Duit
- Hucab
- Julongan
- Lingay
- Mappit
- Mungayang
- Nagacadan
- Pindongan
- Poblacion
- Tuplac